# نونو تافاريس
نونو تافاريس (بالبرتغالية: Nuno Tavares‏) هو لاعب كرة قدم برتغالي في مركز الدفاع، ولد في 26 يناير 2000 في لشبونة في البرتغال. يلعب حاليًا لصالح نادي أرسنال في الدوري الإنجليزي.

## وصلات خارجية
- نونو تافاريس على موقع الاتحاد الأوربي (الإنجليزية)
- نونو تافاريس على موقع إي إس بي إن إف سي (الإنجليزية)
- نونو تافاريس على موقع قاعدة بيانات كرة القدم.إي يو (الإنجليزية)
- نونو تافاريس على موقع ليكيب (الفرنسية)
- نونو تافاريس على موقع Soccerbase.com (لاعب) (الإنجليزية)
- نونو تافاريس على موقع Soccerway.com (الإنجليزية)
- نونو تافاريس على موقع عالم كرة القدم.نت (الإنجليزية)
- نونو تافاريس على موقع AS.com (الإسبانية)